# الدوري الأوروغواياني لكرة القدم 1901
الدوري الأوروغواياني لكرة القدم 1901 (بالإسبانية: Campeonato Uruguayo de Primera División 1901)‏ هو الموسم 2 من  الدوري الأوروغواياني لكرة القدم. أشرف على تنظيمه اتحاد أوروغواي لكرة القدم، وكان عدد الأندية المشاركة فيه  5، وفاز فيه نادي كريكت سكة حديد أوروجواي الوسطى.